# M1 Garand
M1 Garand (Гара́нд), официально — US Rifle, Caliber .30, M1, — американская самозарядная винтовка времён Второй мировой войны. Винтовка M1 Garand стала 5-й в мире самозарядной винтовкой, принятой на вооружение. Первой была мексиканская винтовка Мондрагона, второй — российский Автомат Фёдорова, третьей — французская RSC 1917, а четвёртой — советская АВС-36. Винтовка M1 Garand второй из автоматических винтовок, после винтовки Токарева, стала основным оружием пехоты. Первая версия M-1 Garand, принятая на вооружение, из-за критических неполадок распространения не получила, что привело к работам по модернизации и появлению образца 1940 года. В этом варианте она была запущена в производство в 1941 году и служила войскам США во Второй мировой войне и войне в Корее. Генерал Паттон в своё время назвал эту винтовку «величайшим средством ведения войны из всех когда-либо созданных». Garand до сих пор популярен на рынке гражданского оружия.

## История
Винтовка была разработана Джоном Гарандом в 1929 году. Первым прототипом была винтовка T3 с отводом пороховых газов, в которой уже были и возвратная пружина в трубке газового поршня, и запирание канала ствола поворотом затвора. Винтовка в процессе доводки и тщательных испытаний в 1931—1933 гг. последовательно получала индексы T3Е2, Т1Е1. Улучшенная модификация T3, Т1Е2 получила обозначение M1, а в 1936 году в результате различных доводок и испытаний винтовка конструкции Джона Гаранда была принята на вооружение под обозначением «US rifle, .30 caliber, M1». С некоторым опозданием (в 1937 году) первая партия винтовок поступила в воинские части. Когда M1 стала поступать на вооружение американской армии, солдаты начали жаловаться на её ненадёжность. Задержки в стрельбе начинались примерно после 6-го выстрела. Это привело к рассмотрению данной проблемы в Конгрессе, который назначил специальную комиссию по выявлению недоработок. Комиссия пришла к выводу о необходимости модернизации газоотводной системы оружия, так как именно это служило причиной проблем при стрельбе. Выявленные в ходе эксплуатации винтовки недостатки привели к её модернизации в 1940 году. Модернизированная винтовка появилась в том же году и успешно прошла испытания, а в 1941 году началось её производство (винтовки более ранних выпусков переделывались под новый стандарт).
Тем не менее, перевооружение армии шло медленно, и основная часть американских пехотинцев участвовала в ранних сражениях Второй мировой со Springfield M1903 в руках. Большинство подразделений морской пехоты США перевооружились на M1 Garand только к концу 1943 года.
В связи с переходом США в 1952 году на использование нового винтовочно-пулемётного патрона был разработан способ переделки ранее выпущенных винтовок М1 Garand под новый патрон (запатентованный в марте 1966 года).

## Устройство

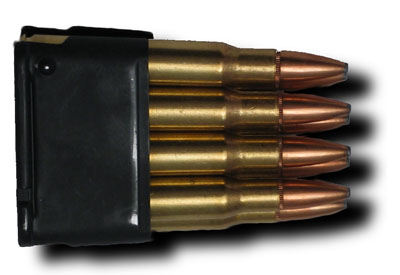
Патронная пачка на 8 патронов .30-06

Винтовка M1 Garand — самозарядное оружие с неподвижным стволом калибра 7,62 мм, имеющим четыре правосторонних нареза. Механизм винтовки работает по принципу отвода пороховых газов через поперечное отверстие в стенке ствола. Газовый поршень неподвижно прикреплён к затворной раме. Запирание затвора поворотом происходит при повороте затвора вокруг продольной оси и захода при этом двух боевых выступов затвора в пазы ствольной коробки.
Ударно-спусковой механизм — курковый, довольно простого устройства, впоследствии часто копировавшийся в более или менее изменённом виде, при разборке оружия целиком отделялся от ствольной коробки. Винтовка имела очень удачный и впоследствии часто копировавшийся предохранитель в виде рычажка-флажка в передней части спусковой скобы, для постановки на предохранение он сдвигался назад, внутрь спусковой скобы, так что стрелок всегда мог легко определить на ощупь, находится ли винтовка на предохранении. При необходимости (например, при осечке) курок мог быть взведён без «передёргивания» затвора путём оттягивания задней части спусковой скобы вниз-вперёд за специальное колечко, — ещё одно свидетельство того, насколько большое внимание было уделено создателями винтовки вопросам удобства обращения с оружием.
Боепитание осуществлялось пачками на 8 патронов .30-06 (7,62×63 мм, стандартный американский боеприпас первой половины XX века), которые вставлялись сверху через открытый затвор. Пачка находится в магазине постоянно, вплоть до полного израсходования патронов, а после этого автоматически выбрасывается через открытое окно вверху ствольной коробки при открытом затворе. Для ускорения перезаряжания, после последнего произведённого выстрела затворная рама оставалась в заднем положении благодаря действию затворной задержки, при этом пустая патронная пачка автоматически выбрасывалась вверх, освобождая место для следующей пачки с патронами. Благодаря этому перезарядка винтовки производилось исключительно быстро, для этого было достаточно вставить в окно ствольной коробки новую пачку и спустить затвор с задержки. Эта интересная система, повышающая практическую скорострельность, имела определённый недостаток: выброс пустой пачки сопровождался характерным звоном, по которому противник мог определить, что боезапас винтовки израсходован. Зачастую японские солдаты на тихоокеанском ТВД, услышав такой звук, успевали выбежать из укрытия и уничтожить американского стрелка до того, как он успевал перезарядить свою винтовку. Кроме того, использование пачек исключало дозаряжание винтовки. Существовали и другие недостатки подобной системы — при наличии патронов и отсутствии пачек винтовка превращалась в однозарядную, также были повышенные требования к пачкам с патронами. Возникали случаи, когда полная пачка из-за геометрических неточностей после первого выстрела вылетала как пустая. Хотя потом один недостаток стали использовать в свою пользу — солдаты били по винтовке (раздавался резкий звук) и подкидывали в воздух пустую пачку патронов, таким образом вводя противника в заблуждение относительно наличия боеприпасов. Вопрос о том, насколько серьёзным недостатком являлся «звон M1» на практике, остаётся дискуссионным. Военнослужащий Армии США Чарльз Петри имел возможность обсудить его с группой немецких ветеранов, участвовавших в Бастонском сражении. Все немцы посчитали эту тему смехотворной. В разгар боя звук всё равно не был слышен, а кроме того, всем было хорошо известно о связанных с ним уловках.
Другой особенностью заряжания винтовки являлось то, что при неправильном способе подачи пачки рукой автоматика затвора действовала таким образом, что защемляла и могла даже сломать большой палец стрелка (это явление стало называться «[большим] пальцем M1/Garand», с англ. — «M1/Garand thumb»).
Некоторые винтовки комплектовались ружейным гранатомётом M7 образца 1943 года.

## Варианты

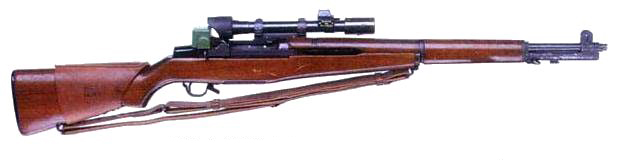
Garand M1С

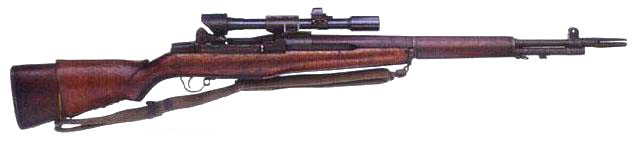
Garand M1D

Винтовка выпускалась в нескольких вариантах:
- M1 — стандартная пехотная винтовка обр. 1936 года (до принятия на вооружение имела обозначение T1E2).
- M1C — снайперская винтовка обр. 1944 года с оптическим прицелом M81 на кронштейне фирмы «Griffin & Howe» и установленной на прикладе щекой Т4, до принятия на вооружение имела обозначение M1E7. Принята на вооружение 27 июля 1944 года, до конца второй мировой войны было выпущено только 7971 шт.[8]. В 1951 году была официально принята на вооружение Корпусом морской пехоты США.
- M1D — снайперская винтовка с оптическим прицелом M82, кронштейном нового образца, щекой Т4 и пламегасителем M2, до принятия на вооружение имела обозначение M1E8. В сентябре 1944 года была принята на вооружение армии США, но до окончания второй мировой войны не производилась, и только в декабре 1951 года арсенал в Спрингфилде начал переделку 14 325 винтовок М1 в снайперские М1D. Во время войны во Вьетнаме часть винтовок была модернизирована (вместо пламегасителя М2 на них устанавливали новый щелевой пламегаситель Т37)[8].
- M26 (также известная под неофициальным названием Tanker Garand) — не принятая на вооружение модификация с укороченным до 457 мм стволом для танкистов и войны в джунглях.
- T20E2 — не принятая на вооружение модификация с 20-зарядным магазином от автоматической винтовки M1918 BAR.
- M1 Conversion Rifle — модификация под патрон 7,62×51 мм НАТО, которую разработала филиппинская компания «Floro International Corp.», оснащённая отъёмным 20-зарядным магазином от американской винтовки M14[9].

## Страны-эксплуатанты

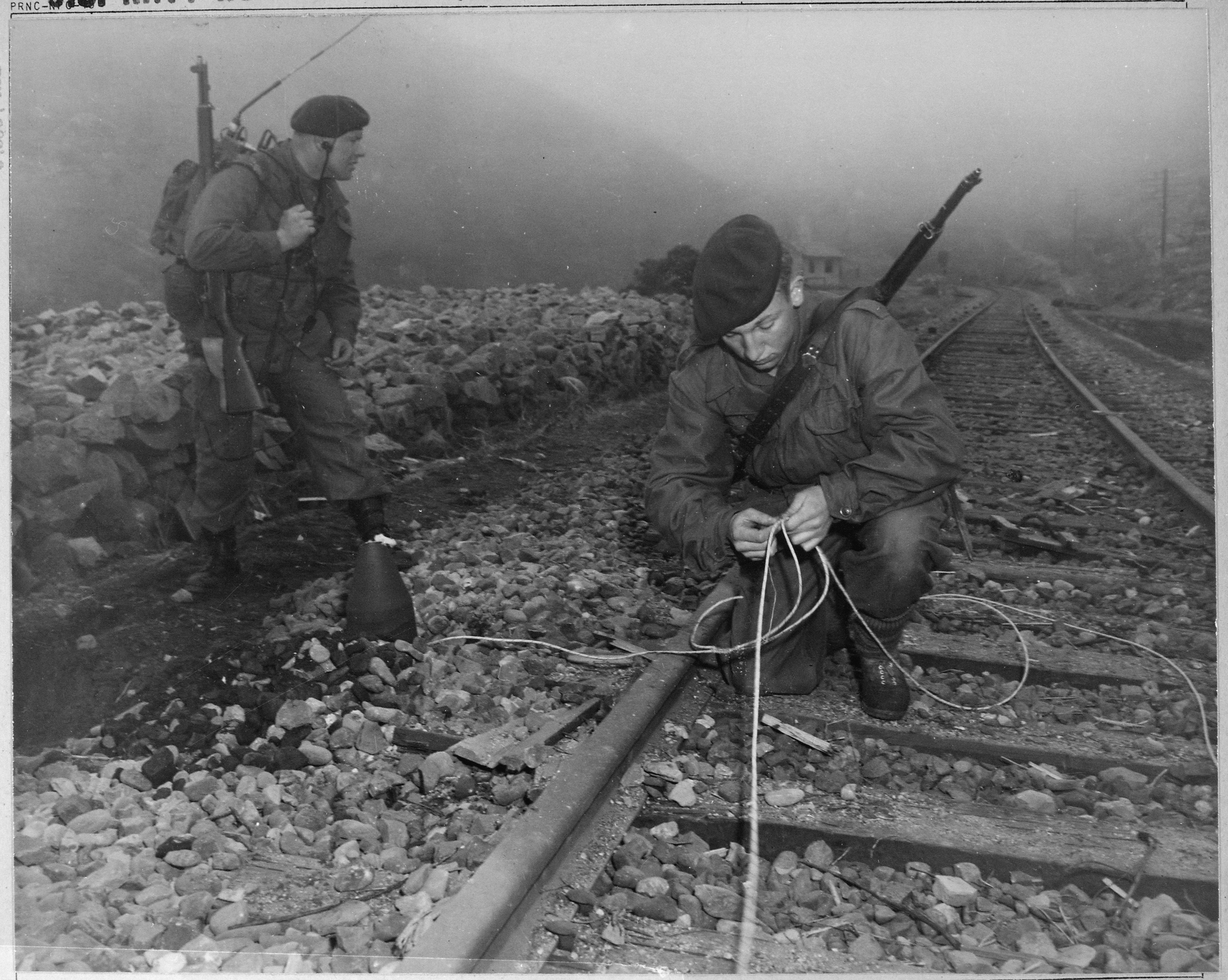
британские коммандос из «отряда 41» с винтовками M1 Garand в Корее (10 апреля 1951)

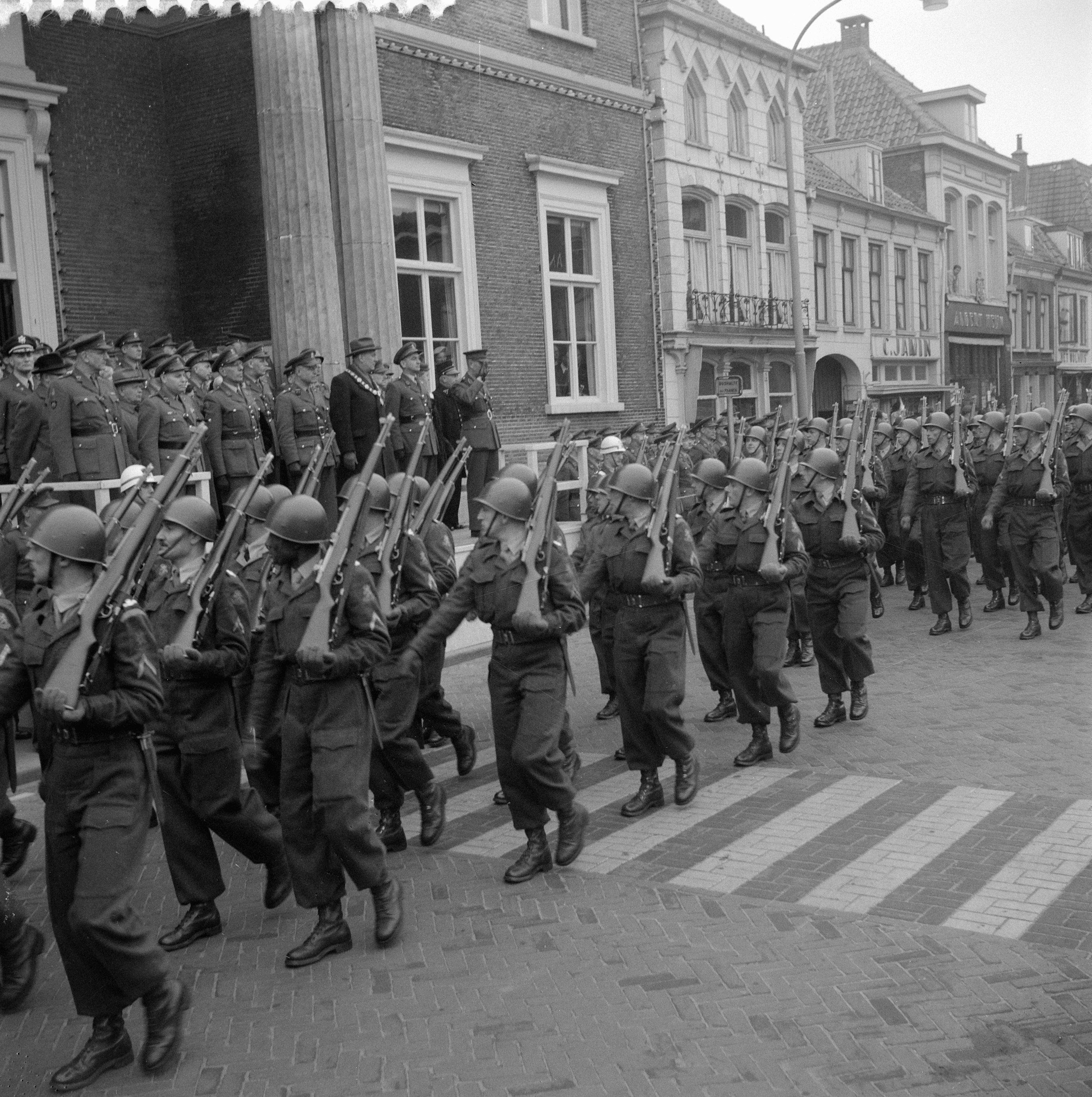
подразделение голландской армии с винтовками M1 Garand (4 марта 1958)

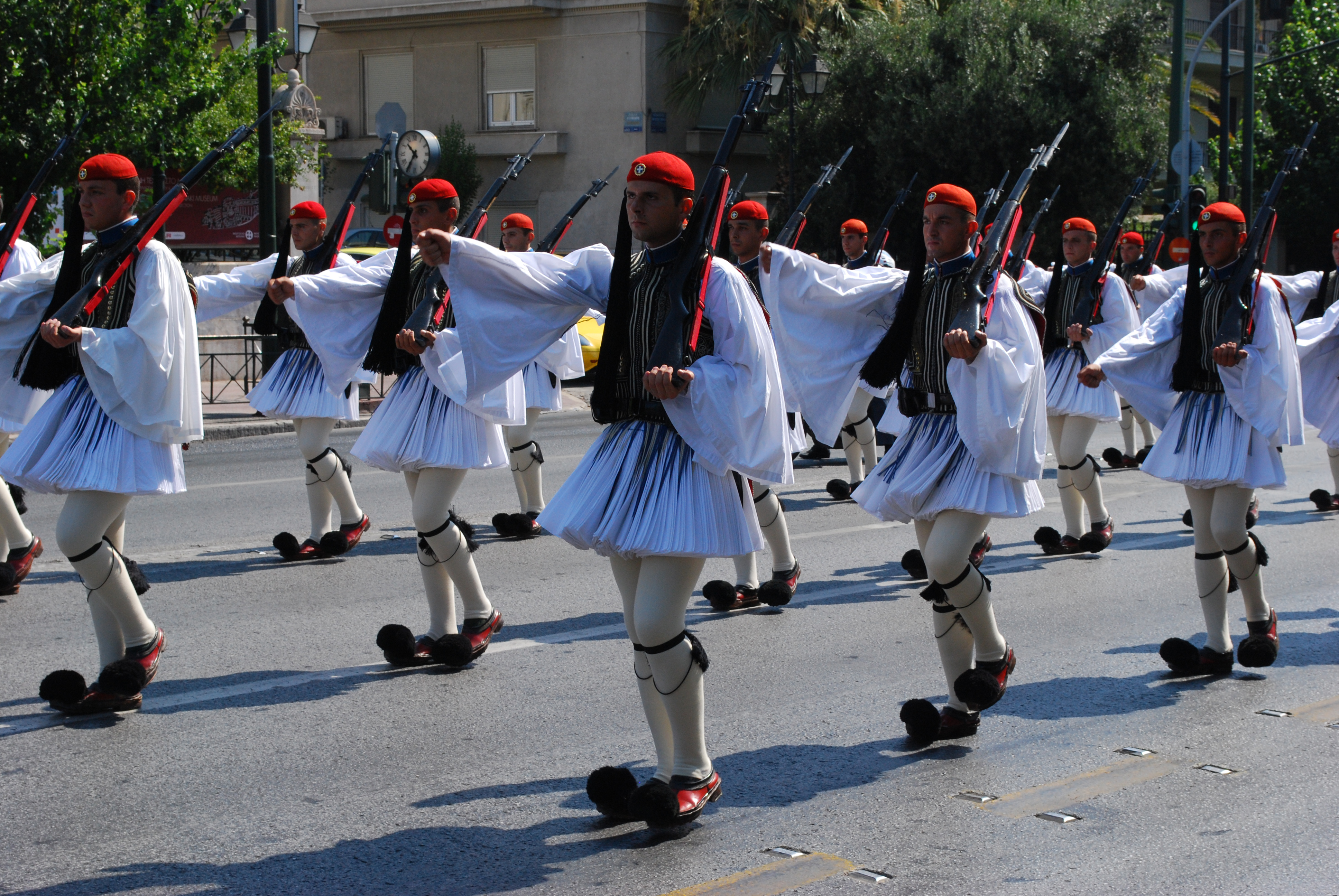
Почётный караул президентской гвардии Греции с винтовками M1 Garand (2 августа 2009)

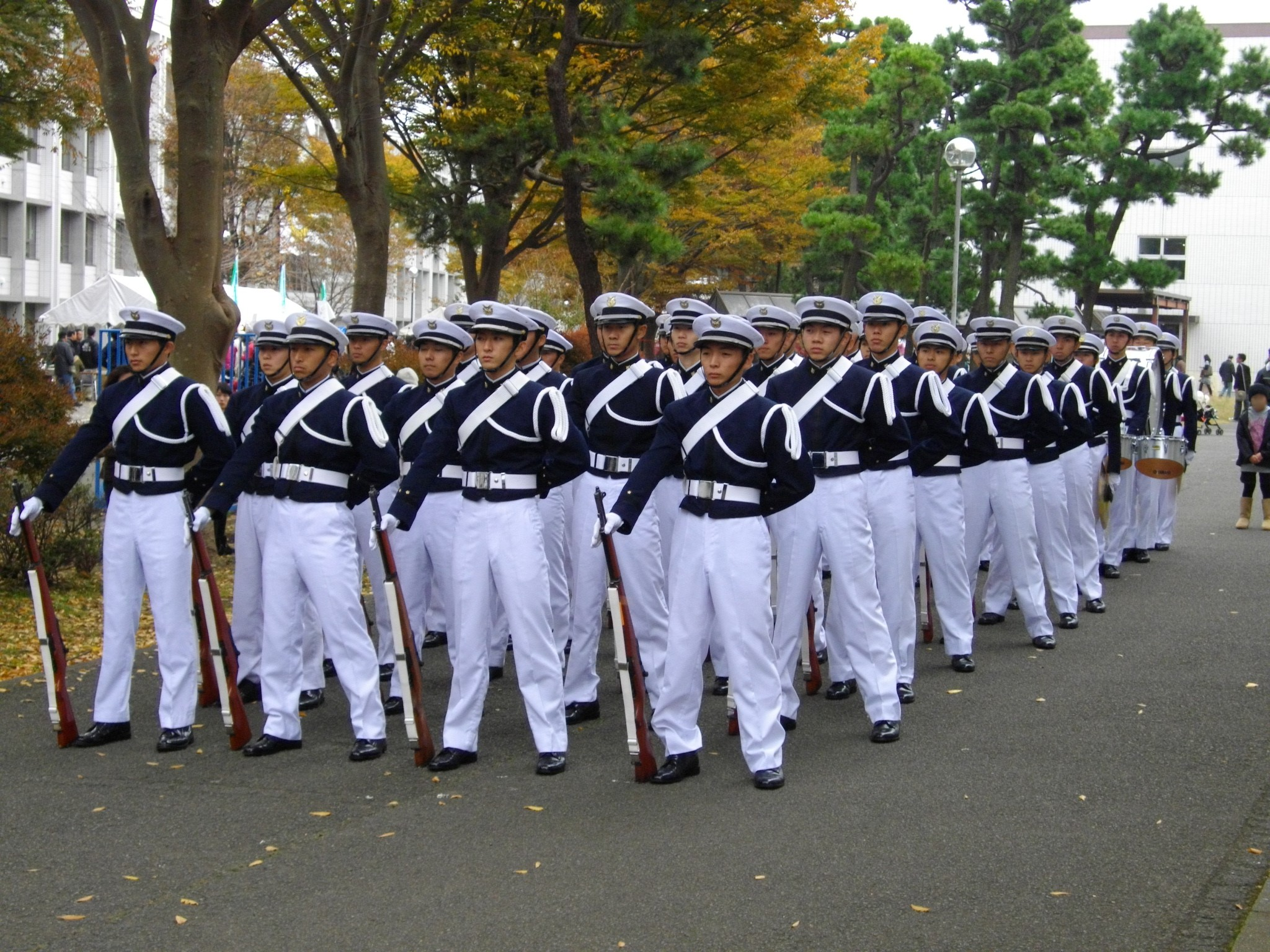
курсанты военной академии Японии с винтовками M1 Garand (21 ноября 2010)

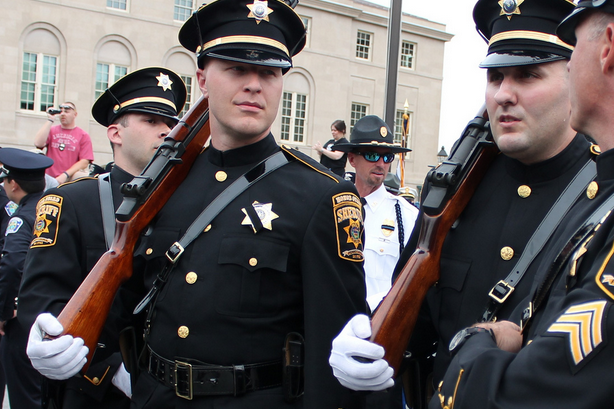
почётный караул полиции США с винтовками M1 Garand (2012 год)

- США — сняты с вооружения армии США в 1957 году, но продолжали использоваться до 1963 года, в дальнейшем оставались на вооружении ВМС и до 1966 года — на вооружении Национальной гвардии[10] (хотя снайперские М1D использовались армейскими спецподразделениями и морской пехотой в войне во Вьетнаме[8], а M1 оставались на вооружении отдельных подразделений Национальной гвардии до 1979 года)[11], используются в качестве церемониального оружия в ротах почётного караула и военно-учебных заведениях[12].
- Бразилия — первые винтовки были переданы по программе военной помощи из США после присоединения страны к Антигитлеровской коалиции в 1942 году, их получили части бразильского экспедиционного корпуса (после завершения подготовки летом 1944 года отправленного в Италию и действовавшего в составе 5-й армии США)[13]
- Великобритания — в период Второй мировой войны по ленд-лизу из США поставлено 38 001[14], также их использовало спецподразделение «No. 41 Royal Marine Commando» британской морской пехоты, прибывшее в Корею 10 ноября 1951 года и действовавшее в составе войск США.
- Гаити — получены из США, оставались на вооружении армии до расформирования вооружённых сил Гаити в сентябре 1994 года[15], в дальнейшем некоторое количество использовалось полицией.
- Греция — поставлялись по программе военной помощи из США[16], сняты с вооружения после перевооружения на HK G3, но используются в качестве церемониального оружия в ротах почётного караула.
- Италия — после 1945 года находились на вооружении итальянской армии и выпускались по лицензии, но в связи с переходом стран НАТО на новый патрон 7,62×51 мм были заменены винтовками Beretta BM 59
- Коста-Рика — в 1954 году несколько тысяч винтовок М1 Garand было получено по программе военной помощи из США[17]
- Куба — поставлялись США для кубинской армии Ф. Батисты, после победы кубинской революции некоторое количество было захвачено у «гусанос».
- Лаос — в конце 1950 года первые винтовки Garand по программе военной помощи из США получили парашютно-десантные части, позднее — другие подразделения королевских вооружённых сил Лаоса[18]; некоторое количество трофейных винтовок использовали партизаны Патет-Лао[19]
- Нидерланды: после окончания второй мировой войны были получены в составе военной помощи из США для вооружения подразделений голландской армии, после перехода стран НАТО на новый патрон 7,62×51 мм были сняты с вооружения.
- Никарагуа — находились на вооружении национальной гвардии до июля 1979 года[20], после победы сандинистской революции находились на вооружении территориальных отрядов народной милиции[21].
- Панама — находились на вооружении вооружённых сил Панамы до декабря 1989 года, когда в ходе вторжения США в Панаму все панамские вооружённые формирования были разоружены и расформированы[22].
- Сальвадор — всего по программе военной помощи из США были получены 1576 винтовок: в 1945—1965 гг. для сальвадорской армии были поставлены 1365 винтовок М1, также были получены 211 снайперских винтовок[23] (из них, 189 снайперских винтовок M1D было получено по программе военной помощи из США в 1980-е годы)[24].
- нацистская Германия — трофейные винтовки использовались под наименованием 7.62 mm Selbstladegewehr 251 (a)
- Турция — после вступления 18 февраля 1952 года Турции в блок НАТО были получены из США по программе военной помощи
- Федеративная Республика Германия — после создания бундесвера, полученные по программе военной помощи из США снайперские винтовки M1C поступили на вооружение под наименованием G52, а винтовки M1D — под наименованием G53.
- Филиппины — во время второй мировой войны некоторое количество винтовок «гаранд» было передано на вооружение укомплектованных филиппинцами подразделений войск США, а также дружественных США отрядов филиппинских партизан; после предоставления независимости в июле 1946 года они остались на вооружении войск страны.
- Франция — во время Второй мировой войны силам «Сражающейся Франции» по ленд-лизу из США поставлено 58 114[14].
- Чили - использовались во время военного переворота 11 сентября 1973 года, оставались на вооружении армейских подразделений даже в 1976 году[25]
- Южная Корея — в сентябре 1948 года при выводе оккупационных войск США с Корейского полуострова часть вооружения эвакуируемых войск США (в том числе, винтовки «гаранд» и патроны к ним) была передана для формируемых подразделений южнокорейских войск[26]; В 1949 году из США начались поставки дополнительного вооружения по программе военной помощи (в том числе, винтовок)[27]. После начала летом 1950 года Корейской войны из США было получено дополнительное количество вооружения. После перевооружения войск более современным оружием винтовки были переданы на склады мобилизационного резерва (и по состоянию на начало 2017 года они оставались на складском хранении)[28].
- Южный Вьетнам — поставлялись из США по программе военной помощи, находились на вооружении южновьетнамской армии до 1975 года.
- Япония — некоторое количество трофейных винтовок было захвачено в ходе Второй мировой войны, с 1950 года они поставлялись по программе военной помощи из США для «резервного полицейского корпуса» (в 1952—1954 гг. переформированного в силы самообороны Японии), по состоянию на начало 1980-х годов оставались на вооружении войск[29]. В дальнейшем остались в подразделениях почётного караула.